# Chiara Fumai
Chiara Fumai (Rome, 22 février 1978 – Bari, 16 août 2017) est une artiste et performeuse italienne.

## Biographie
Chiara Fumai participe à la documenta (13) avec The Moral Exhibition House. Elle participe à un projet de la Fondation Querini Stampalia à Venise (I Did Not Say or Mean "Warning", 2013) et a créé une propagande fictive du Manifeste SCUM de Valerie Solanas inspirée de la première campagne politique de Silvio Berlusconi (Chiara Fumai legge Valérie Solanas, 2013), grâce à laquelle elle remporte le IX Prix Furla. A l'occasion de Contour 7, la Biennale de l'image en mouvement, elle réécrit l'histoire de ses performances live sous forme de séance (The Book of Evil Spirits, 2015). En 2017, Chiara Fumai a remporté le XIV New York Prize organisé par le ministère des Affaires étrangères et le ministère du Patrimoine culturel. Elle expose également sous le pseudonyme de Nico Fumai, un personnage fictif inspiré de la figure de son père.
Ses œuvres ont été exposées dans le pavillon italien à l'occasion de la 58e exposition internationale d'art de la Biennale de Venise.
L'organisation « The Church of Chiara Fumai », fondée en 2018, est chargée de préserver et de promouvoir la mémoire, l'œuvre et les archives de l'artiste. L'institution - fondée par Liliana Chiari, Francesco Urbano Ragazzi, Rossella Biscotti, Milovan Farronato, avec un comité scientifique composé de Carolyn Christov-Bakargiev, Mark Kremer, Marco Pasi - a fait don d'une importante collection d'accessoires, livres, documents et vinyles de Chiara Fumai au Centre de recherche CRRI du musée d'art contemporain Castello di Rivoli.

## Expositions personnelles
- Né altra Né questa, Padiglione Italia, 58. Esposizione Internazionale d'Arte, Biennale di Venezia (2019)
- Chiara Fumai. Less Light, ISCP - International Studio & Curatorial Program, New York (2019)
- Nico Fumai: being remixed, Guido Costa Projects, Torino (2017)
- The Book of Evil Spirits, Waterside Contemporary, Londra (2016)
- Der Hexenhammer, Museion, Bolzano (2015)
- With Love from $inister, Victoria Gallery, Samara (2014)
- I Did Not Say or Mean "Warning", Fondazione Querini Stampalia, Venezia (2013)
- Follow This You Bitches, Futura Center for Contemporary Art, Praga (2013)
- Tutto giusto, Careof - DOCVA, Milano (2008)

## Prix
- 2013 : Furla Art Award, Bologne
- 2016 : XIV Award New York
- 2016 : VII Prix Fondation VAF, Mention spéciale
- 2016 : Bourse Fondation Dena pour l'art contemporain, France